# E901
La ruta europea E901 és una carretera que forma part de la Xarxa de carreteres europees. Comença a Madrid (Espanya) i finalitza a València (Espanya). Té una longitud d'aproximadament 350 km i una orientació d'oest a est.